# تنگدیک (شهرستان قوچقار)
تنگدیک (به قرقیزی: Теңдик، تەڭدىك) یک روستا و قشلاق در قرقیزستان است که در شهرستان قوچقار واقع شده‌است. تنگدیک ۵٬۰۵۲ نفر جمعیت دارد.